# Гило (река)
Гило — река в регионе Гамбела на юго-западе Эфиопии. Длина реки — 150 км. Площадь водосборного бассейна — 20 101 км², по другим данным — 12 081 км² или 10 137 км². Длина наибольшего пути потока воды — 429 км. Годовой расход воды Гило — 1,12 км³ (около 35,5 м³/с).
Различные племена и народности страны называют реку по-разному. Гимира называют её «Мене» (англ. Mene) или «Овис» (англ. Owis), а амхара и оромо в начале XX века знали её как «Бако» (англ. Bako).
Образуется при слиянии рек Беко-Уонз и Геджет-Уонз на высоте 743 метра над уровнем моря к юго-западу от посёлков Мети и Тепи. Течёт в северо-западном направлении. В среднем течении ширина реки 30-40 м. Низовья заболочены, в период паводков затапливаются. Впадает в Пибор справа на высоте 398 м над уровнем моря.
На правом берегу реки расположены деревни Агенга, Аджууоль, Гоин, Тори.
Основные притоки — Леман-Шет (левый приток), Годаре-Шет (правый приток), Аланга-Шет (левый приток), Ачани-Шет (правый приток).

## Физико-географическое описание

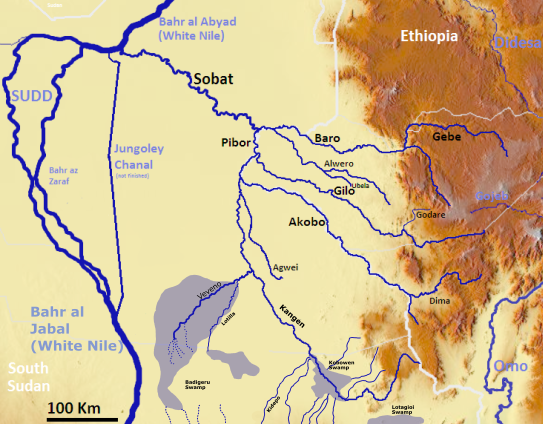
Бассейн реки Собат, частью которого является река Гело

В течение года уровень воды в реке может значительно меняться. Исследователи начала XX века — В. Макмиллан и Б. Джессен, прошедшие через эту часть юго-западной Эфиопии, оценили длину Гело примерно в 320 км и отметили, что во время половодья её ширина достигает 70-90 метров при глубине 6 метров.
В книге «Юго-Западная Абиссиния» Джессен писал, что «река изобилует рыбой, и, как следствие этого, крокодилы очень многочисленны и велики», а «в полдень ими покрыта практически каждая отмель». Ещё в 1904 году исследователь отмечал, что на реке отсутствуют гиппопотамы, поскольку к тому времени их уже истребили.
Перед Второй мировой войной и позже, в 1950-х годах, в долине реки шла активная разведка золота, однако, данная активность оказалась недостаточной, чтобы запустить здесь промышленную добычу драгоценного метала.